# U.S. Route 6
La U.S. Route 6, soprannominata Grand Army of the Republic Highway, è una strada a carattere nazionale degli Stati Uniti d'America che corre in direzione ovest-nordest da Bishop (CA) a Provincetown (MA). Dal 1936 al 1964 la strada continuava a sud da Bishop a Long Beach (CA), e per questo era la più lunga strada transcontinentale. Ora è la seconda highway più lunga degli Stati Uniti.
Andando da est verso ovest, la strada attraversa Providence, i sobborghi di New York, Cleveland, Toledo, Joliet, città nell'hinterland di Chicago dove la strada incrocia la Route 66, Des Moines, Omaha, Lincoln, Denver, le Montagne Rocciose, Provo ed Ely.

## Riferimenti
La Route 6 viene citata nel libro di Jack Kerouac Sulla strada: durante il suo primo viaggio, Sal Paradise progetta di raggiungere la California facendo l'autostop lungo la Route 6.